# Heliport
En heliport (sammentrækning af helicopter og airport på engelsk) er en lufthavn udelukkende beregnet til helikoptere, med passagerterminal, flyveledelse, en eller flere helikopterlandingspladser, hangarer og radiobåker til automatisk landing i mørke eller i tåge.
En helikopterlandingsplads eller et helikopterdæk ((engelsk): helipad) er et mindre område med hård belægning markeret med et stort "H", hvor helikoptere kan starte og lande. De findes på skibe, borerigge, bygninger, m.m. Udstyr til brandslukning, optankning og strømforsyning kan forefindes på en helikopterlandingsplads/helikopterdæk.

## Grønlands Lufthavnsvæsen
I Grønland skelnes der mellem tre typer af helikopterlandingspladser – heliporte ligger i trafikknudepunkter og/eller har mere udbyggede passagerfaciliteter end helistops, der blot kan være en sikret grusplads i en bygd, som benyttes til mellemlandinger mellem større steder. Helipads har man defineret som landingspladser, der benyttes ifm. charterflyvninger, fx til forskningsstationer, mineralefterforskning o.lign. Grønlands Lufthavne har ansvar for 6 heliporte, samt 40 helistop.